# 鶴岡果恋
鶴岡 果恋（つるおか かれん、1999年8月20日 - ）は、神奈川県横浜市出身の日本の女子プロゴルファー。所属は明治安田生命保険。

## 来歴
10歳からゴルフを始める。湘南学院高等学校卒業。
2018年、日本女子プロゴルフ協会（JLPGA）最終プロテストに進出し、14位タイで合格。同期に原英莉花、渋野日向子、稲見萌寧らがいる。
2019年、「グアム知事杯女子ゴルフトーナメント」では通算2アンダーで並んだ野澤真央とのプレーオフに敗れ、2位。ステップアップツアー「静ヒルズレディース 森ビルカップ」では首位と1打差の2位タイ。樋口久子 レディスゴルフトーナメントの37位タイが最高位。賞金ランク125位。
2020年12月、JLPGA出場人数増枠予選会で4位。前年と同一シーズンとなった2021年、「ヤマハレディースオープン葛城」では4位タイ。「ニトリレディスゴルフトーナメント」では最終日を首位と2打差の3位で迎えたが、出だし1番でダブルボギー。同日80と崩れ、20位タイ。しかし翌週の「ゴルフ5レディスプロゴルフトーナメントでは最終日に1イーグル6バーディーで自己ベストスコア64を記録。通算12アンダーで自己最高の3位。賞金ランク59位で翌シーズンのシード権獲得はならなかった。
2022年1月、小倉彩愛とともに明治安田生命と所属契約を締結。
2024年の「ヨネックス・レディス」では2日目に10バーディーを記録し、トーナメントレコードの62を出すなどして9位に入賞したが、同大会3日目17番ホールにおいて、1打目がOB方向に行ったため暫定球を打ち、フェアウエーに止まっていた球を1球目としてプレー続行。当該ホールのスコアを「パー」と記入してスコアカードを提出していたが、競技終了後に試合映像等を確認した結果、暫定球でプレーしていたこと及び実際のスコアはダブルボギーであることなどが判明した。これを受けて日本女子プロゴルフ協会（JLPGA）は6月4日に鶴岡を過少申告で失格としたことを発表した。